# آره‌آتزا
آره‌آتزا (به اسپانیایی: Villaro) یک دهستان در اسپانیا است که در Arratia-Nerbioi واقع شده‌است. آره‌آتزا ۹٫۱۰ کیلومتر مربع مساحت و ۱٬۲۱۱ نفر جمعیت دارد و ۱۴۰ متر بالاتر از سطح دریا واقع شده‌است.